# Pescosolido
Pescosolido é uma comuna italiana da região do Lácio, província de Frosinone, com cerca de 1.568 habitantes. Estende-se por uma área de 44 km², tendo uma densidade populacional de 36 hab/km². Faz fronteira com Balsorano (AQ), Campoli Appennino, Sora, Villavallelonga (AQ).

## Demografia
| Variação demográfica do município entre 1861 e 2011                               |
|                                                                                   |
| Fonte: Istituto Nazionale di Statistica (ISTAT) - Elaboração gráfica da Wikipedia |